# Wydział Kompozycji, Teorii Muzyki, Dyrygentury, Rytmiki i Edukacji Muzycznej Akademii Muzycznej im. Grażyny i Kiejstuta Bacewiczów w Łodzi
Wydział Kompozycji, Teorii Muzyki, Dyrygentury, Rytmiki i Edukacji Muzycznej Akademii Muzycznej im. Grażyny i Kiejstuta Bacewiczów w Łodzi – jeden z czterech wydziałów Akademii Muzycznej im. Grażyny i Kiejstuta Bacewiczów w Łodzi. Jego siedziba znajduje się przy ul. Gdańskiej 32 w Łodzi.

## Struktura
- Katedra Kompozycji
- Katedra Teorii Muzyki
- Katedra Rytmiki i Improwizacji Fortepianowej
- Katedra Edukacji Muzycznej[2]

## Kierunki studiów
- muzyka w mediach
- dyrygentura
- kompozycja
- kompozycja muzyki filmowej
- teoria muzyki
- rytmika
- edukacja artystyczna w zakresie sztuki muzycznej
- muzykoterapia[3]

## Władze
- Dziekan: dr hab. Ewa Kowalska-Zając
- Prodziekani: dr hab. Ewa Wojtyga oraz dr Marcin Wolniewski[4]